# Gálfalva
Gálfalva (ukránul: Кобалевиця település Ukrajnában, a Huszti járásban.

## Fekvése
Ilosvától északnyugatra, Bábakút és Iváskófalva közt fekvő település.

## Története
Gálfalva, ukrán nyelven Кобалевиця (Kobalevica) nevét 1383-ban említette először oklevél, mikor Erzsébet királyné Sztanyiszláv vajdának ajándékozta a helységet.
Egykori német lakói az idők folyamán lassan beolvadtak a szláv lakosság közé.
Vályi András 1796-ban írta a településről:
Gabolovitza, Kabalyevitza mező város Bereg Vármegyében, földes ura gróf Schönborn uraság, lakosai katolikusok, és ó hitűek, fekszik a Munkátsi Uradalomban. Fája tűzre, és épületre elég, és makk termő erdeje is, melly közönséges az egész Krajnai kerülettel; de mivel határja sovány, hegyes, és követses, réttye is sovány füvet terem, legelője sem igen elég, harmadik Osztálybéli
A trianoni békeszerződés előtt Bereg vármegye Felvidéki járásához tartozott. 1910-ben 73 lakosából 25 német, 48 ruszin volt. Ebből 19 római katolikus, 48 görögkatolikus, 6 izraelita volt.

## Nevezetességek
- Római katolikus temploma - 1996-ra épült fel, Szűz Mária királynő tiszteletére szentelték fel.